# Počátky zemědělství na Blízkém východě
Z počátků zemědělství na Blízkém východě někdy ve 13. až 11. tisíciletí př. n. l. vznikly neolitické kultury na Blízkém východě, ve Středomoří a v celé Evropě. Takzvaná neolitická revoluce výrazně proměnila lidský život. Pěstování obilí a chov domácích zvířat si vynutily usilovnější práci a usedlý život na stejném místě, uživilo však na stejné ploše až padesátkrát víc obyvatel. Zemědělské přebytky se daly skladovat a použít ke směně, což vedlo i ke vzniku směny,řemesel a nakonec i měst. S neolitem, mladší dobou kamennou, souvisí i rozvoj lidské kultury a techniky, vznik písma, práva a prvních říší. 

## Blízký východ
Blízký nebo také Přední východ byla velice výhodná oblast pro zemědělství. Jedná se o oblast východního středomoří (území dnešního Iráku, Jordánska, Sýrie, Izraele, Turecka a Libanonu). Tento původní prostor je často nazýván Úrodný půlměsíc.
Počátky zemědělství na Blízkém východě jsou úzce spjaty s archeologickou kulturou Natúfien, která existovala přibližně od 13. tisíciletí př. n. l. do 10. tisíciletí př. n. l. Díky chladnějšímu a suššímu podnebí v pozdní fázi Natúfienu došlo k úbytku potravy, a lidé byli nuceni pěstovat určité druhy plodin na předem připravených pozemcích, což vedlo ke vzniku zemědělství. Na rozdíl od dřívějších lovců a sběračů, kteří se za potravou museli pohybovat, je zemědělec vázán k obdělané půdě. Může si postavit pevnější obydlí a začít domestikovat hospodářská zvířata. Zemědělství vyžaduje mnohem víc práce, může však uživit až 30 či 50 osob na km², v průměru o 1 až 2 řády víc než sběr a lov. Na práci se podílely i děti, takže zemědělci je potřebují a zemědělské skupiny obvykle rostou. Více méně samostatnou jednotkou přestává být kmen a stává se jí (široká) rodina s vlastním dědičným majetkem.
Zhruba kolem roku 7000 př. n. l. mohli lidé v oblasti Blízkého východu založit svou existenci na chovu dobytka a pěstování obilí či luštěnin. Lovu či sběru se lidé věnují pouze doplňkově. 
Osídlení se zpočátku soustřeďovalo v hornatých oblastech, kde všude zhruba od 750 do 1000 m n. m. rostly původní formy obilí. Nejstarší archeologické nálezy domestikovaných či kulturních rostlin spadají do doby kolem roku 10 000 př. n. l.

## Změny ve společnosti
Rozvoj zemědělství přiměl obyvatele k usedlému způsobu života. Vznikají první trvalá sídliště a z vesnic se postupně vytvářela města. Mezi jedno z nejstarších měst patří Jericho, z malé protoneolitické osady po roce 7800 př. n. l. vzniklo rozsáhlé město. V Jerichu archeologické nálezy potvrdily, že zde lidé pěstovali pšenici, hrách, vikve a chovali kozy, ovce a psy.
Kromě růstu populace došlo také k důležitým sociálním změnám jako např. dělba práce (celá společnost už se nemusela starat pouze o zisk potravy), rozvoj obchodu, vznik písma, zákonů a peněz, ale také náboženství.
Zemědělství se dále šířilo do oblasti Evropy. Neolitičtí zemědělci přicházeli do oblasti Středozemního moře a přinášeli s sebou svoji kulturu a dovednosti.  Do oblasti Evropy si podle nejnovějších studií nepřivedli pouze ovce, kozy, ječmen a luštěniny, ale přišli s nimi i psi. Tito psi dokonce postupně nahradili původní psy z evropského kontinentu.
Přechod od sběru a lovu k zemědělství a chovu čili tak zvaná zemědělské nebo neolitická revoluce je považován za jeden z nejdůležitějších a nejzásadnějších milníků v dějinách lidstva.